# محمدحسین ضیایی
محمدحسین ضیایی بازیکن سابق فوتبال و مربی فوتبال اهل ایران است.
وی سابقه بازی در تیم‌های مطرحی مانند وحدت، شاهین، تراکتورسازی و واشاش مجارستان را دارد.
ضیایی در زمینه مربی‌گری نیز سابقه زیادی از سال ۱۹۹۷ میلادی تاکنون دارد، از جمله تیم‌هایی که وی در آن به مربی‌گری پرداخته می‌توان به تیم‌های تراکتورسازی، پیکان، صبا باتری و مس کرمان اشاره کرد.
ضیایی هم اکنون سرمربی تیم ملی فوتبال ناشنوایان ایران است.